# Coupe Davis 1954
Pour un article plus général, voir Coupe Davis.
Navigation
Édition précédente Édition suivante
La Coupe Davis 1954 est la 43e édition de ce tournoi de tennis professionnel masculin par nations. Les rencontres se déroulent du 30 avril au 29 décembre dans différents lieux.
Les États-Unis (quadruple finaliste sortants) remporte leur 17e saladier d'argent grâce à leur victoire lors du "Challenge Round" face à l'Australie (quadruples tenants du titre) par trois victoires à deux.

## Contexte
Le tournoi se déroule au préalable dans les tours préliminaires de la "Zone Europe". Un total de 31 nations participent à la compétition :
- 7 dans la "Zone Amérique",
- 23 dans la "Zone Europe" (incluant l'Afrique),
- plus l'Australie ayant remporté l'édition précédente, ainsi qualifiée pour le "Challenge round".

La "Zone Est" est exceptionnellement abandonnée cette année. La seule nation y appartenant (l'Inde) participe à la "Zone Europe".

## Résultats

### Tableau du top 16 mondial
|  | Huitièmes de finale Plusieurs dates                                                    | Huitièmes de finale Plusieurs dates                                                    |                                                                                                   |                                                | Quarts de finale Plusieurs dates                                  | Quarts de finale Plusieurs dates                                  |   |  | Demi-finales Plusieurs dates                                           | Demi-finales Plusieurs dates                                           |  |  | Finale du tout venant 16 - 18 décembre      | Finale du tout venant 16 - 18 décembre      |
|  | Huitièmes de finale Plusieurs dates                                                    | Huitièmes de finale Plusieurs dates                                                    |                                                                                                   |                                                | Quarts de finale Plusieurs dates                                  | Quarts de finale Plusieurs dates                                  |   |  | Demi-finales Plusieurs dates                                           | Demi-finales Plusieurs dates                                           |  |  | Finale du tout venant 16 - 18 décembre      | Finale du tout venant 16 - 18 décembre      |
|  |                                                                                        |                                                                                        |                                                                                                   |                                                |                                                                   |                                                                   |   |  |                                                                        |                                                                        |  |  |                                             |                                             |
|  |                                                                                        |                                                                                        |                                                                                                   |                                                | Demi-finale Amériques St. Petersburg, FL, États-Unis (gazon ext.) | Demi-finale Amériques St. Petersburg, FL, États-Unis (gazon ext.) |   |  | Finale Amériques (1er - 3 octobre) Mexico, Mexique (terre battue ext.) | Finale Amériques (1er - 3 octobre) Mexico, Mexique (terre battue ext.) |  |  | Inter-zone Brisbane, Australie (gazon ext.) | Inter-zone Brisbane, Australie (gazon ext.) |
|  |                                                                                        |                                                                                        |                                                                                                   |                                                | Demi-finale Amériques St. Petersburg, FL, États-Unis (gazon ext.) | Demi-finale Amériques St. Petersburg, FL, États-Unis (gazon ext.) |   |  | Finale Amériques (1er - 3 octobre) Mexico, Mexique (terre battue ext.) | Finale Amériques (1er - 3 octobre) Mexico, Mexique (terre battue ext.) |  |  | Inter-zone Brisbane, Australie (gazon ext.) | Inter-zone Brisbane, Australie (gazon ext.) |
|  | Cuba                                                                                   |                                                                                        |                                                                                                   |                                                | Demi-finale Amériques St. Petersburg, FL, États-Unis (gazon ext.) | Demi-finale Amériques St. Petersburg, FL, États-Unis (gazon ext.) |   |  | Finale Amériques (1er - 3 octobre) Mexico, Mexique (terre battue ext.) | Finale Amériques (1er - 3 octobre) Mexico, Mexique (terre battue ext.) |  |  | Inter-zone Brisbane, Australie (gazon ext.) | Inter-zone Brisbane, Australie (gazon ext.) |
|  |                                                                                        |                                                                                        |                                                                                                   |                                                | Demi-finale Amériques St. Petersburg, FL, États-Unis (gazon ext.) | Demi-finale Amériques St. Petersburg, FL, États-Unis (gazon ext.) |   |  | Finale Amériques (1er - 3 octobre) Mexico, Mexique (terre battue ext.) | Finale Amériques (1er - 3 octobre) Mexico, Mexique (terre battue ext.) |  |  | Inter-zone Brisbane, Australie (gazon ext.) | Inter-zone Brisbane, Australie (gazon ext.) |
|  | Bye                                                                                    |                                                                                        |                                                                                                   |                                                | Demi-finale Amériques St. Petersburg, FL, États-Unis (gazon ext.) | Demi-finale Amériques St. Petersburg, FL, États-Unis (gazon ext.) |   |  | Finale Amériques (1er - 3 octobre) Mexico, Mexique (terre battue ext.) | Finale Amériques (1er - 3 octobre) Mexico, Mexique (terre battue ext.) |  |  | Inter-zone Brisbane, Australie (gazon ext.) | Inter-zone Brisbane, Australie (gazon ext.) |
|  | Cuba                                                                                   | 0                                                                                      |                                                                                                   |                                                |                                                                   |                                                                   |   |  | Finale Amériques (1er - 3 octobre) Mexico, Mexique (terre battue ext.) | Finale Amériques (1er - 3 octobre) Mexico, Mexique (terre battue ext.) |  |  | Inter-zone Brisbane, Australie (gazon ext.) | Inter-zone Brisbane, Australie (gazon ext.) |
|  | Cuba                                                                                   | 0                                                                                      | Quart de finale Amériques (16 - 18 juillet) Port-d'Espagne, Trinité-et-Tobago (terre battue ext.) |                                                |                                                                   |                                                                   |   |  | Finale Amériques (1er - 3 octobre) Mexico, Mexique (terre battue ext.) | Finale Amériques (1er - 3 octobre) Mexico, Mexique (terre battue ext.) |  |  | Inter-zone Brisbane, Australie (gazon ext.) | Inter-zone Brisbane, Australie (gazon ext.) |
|  |                                                                                        | États-Unis                                                                             | 5                                                                                                 |                                                |                                                                   |                                                                   |   |  | Finale Amériques (1er - 3 octobre) Mexico, Mexique (terre battue ext.) | Finale Amériques (1er - 3 octobre) Mexico, Mexique (terre battue ext.) |  |  | Inter-zone Brisbane, Australie (gazon ext.) | Inter-zone Brisbane, Australie (gazon ext.) |
|  | États-Unis                                                                             | États-Unis                                                                             | 5                                                                                                 | 5                                              |                                                                   |                                                                   |   |  | Finale Amériques (1er - 3 octobre) Mexico, Mexique (terre battue ext.) | Finale Amériques (1er - 3 octobre) Mexico, Mexique (terre battue ext.) |  |  | Inter-zone Brisbane, Australie (gazon ext.) | Inter-zone Brisbane, Australie (gazon ext.) |
|  | États-Unis                                                                             | Demi-finale Amériques Mexico, Mexique (terre battue ext.)                              |                                                                                                   | 5                                              |                                                                   |                                                                   |   |  | Finale Amériques (1er - 3 octobre) Mexico, Mexique (terre battue ext.) | Finale Amériques (1er - 3 octobre) Mexico, Mexique (terre battue ext.) |  |  | Inter-zone Brisbane, Australie (gazon ext.) | Inter-zone Brisbane, Australie (gazon ext.) |
|  | Indes occidentales                                                                     | 0                                                                                      |                                                                                                   |                                                |                                                                   |                                                                   |   |  | Finale Amériques (1er - 3 octobre) Mexico, Mexique (terre battue ext.) | Finale Amériques (1er - 3 octobre) Mexico, Mexique (terre battue ext.) |  |  | Inter-zone Brisbane, Australie (gazon ext.) | Inter-zone Brisbane, Australie (gazon ext.) |
|  | Indes occidentales                                                                     | 0                                                                                      | États-Unis                                                                                        | 4                                              |                                                                   |                                                                   |   |  |                                                                        |                                                                        |  |  | Inter-zone Brisbane, Australie (gazon ext.) | Inter-zone Brisbane, Australie (gazon ext.) |
|  | Quart de finale Amériques (9 - 11 juillet) Mexico, Mexique (terre battue ext.)         |                                                                                        | États-Unis                                                                                        | 4                                              |                                                                   |                                                                   |   |  |                                                                        |                                                                        |  |  | Inter-zone Brisbane, Australie (gazon ext.) | Inter-zone Brisbane, Australie (gazon ext.) |
|  |                                                                                        | Mexique                                                                                | 1                                                                                                 |                                                |                                                                   |                                                                   |   |  |                                                                        |                                                                        |  |  | Inter-zone Brisbane, Australie (gazon ext.) | Inter-zone Brisbane, Australie (gazon ext.) |
|  | Mexique                                                                                | Mexique                                                                                | 1                                                                                                 | 3                                              |                                                                   |                                                                   |   |  |                                                                        |                                                                        |  |  | Inter-zone Brisbane, Australie (gazon ext.) | Inter-zone Brisbane, Australie (gazon ext.) |
|  | Mexique                                                                                | Finale Europe (24 - 26 juillet) Paris, France (terre battue ext.)                      |                                                                                                   | 3                                              |                                                                   |                                                                   |   |  |                                                                        |                                                                        |  |  | Inter-zone Brisbane, Australie (gazon ext.) | Inter-zone Brisbane, Australie (gazon ext.) |
|  | Japon                                                                                  | 2                                                                                      |                                                                                                   |                                                |                                                                   |                                                                   |   |  |                                                                        |                                                                        |  |  | Inter-zone Brisbane, Australie (gazon ext.) | Inter-zone Brisbane, Australie (gazon ext.) |
|  | Japon                                                                                  | 2                                                                                      | Mexique                                                                                           | 3                                              |                                                                   |                                                                   |   |  |                                                                        |                                                                        |  |  | Inter-zone Brisbane, Australie (gazon ext.) | Inter-zone Brisbane, Australie (gazon ext.) |
|  | Quart de finale Amériques (16 - 18 juillet) Toronto, Canada (gazon ext.)               |                                                                                        | Mexique                                                                                           | 3                                              |                                                                   |                                                                   |   |  |                                                                        |                                                                        |  |  | Inter-zone Brisbane, Australie (gazon ext.) | Inter-zone Brisbane, Australie (gazon ext.) |
|  |                                                                                        | Canada                                                                                 | 2                                                                                                 |                                                |                                                                   |                                                                   |   |  |                                                                        |                                                                        |  |  | Inter-zone Brisbane, Australie (gazon ext.) | Inter-zone Brisbane, Australie (gazon ext.) |
|  | Chili                                                                                  | Canada                                                                                 | 2                                                                                                 | 2                                              |                                                                   |                                                                   |   |  |                                                                        |                                                                        |  |  | Inter-zone Brisbane, Australie (gazon ext.) | Inter-zone Brisbane, Australie (gazon ext.) |
|  | Chili                                                                                  | Demi-finale Europe Copenhague, Danemark (terre battue ext.)                            |                                                                                                   | 2                                              |                                                                   |                                                                   |   |  |                                                                        |                                                                        |  |  | Inter-zone Brisbane, Australie (gazon ext.) | Inter-zone Brisbane, Australie (gazon ext.) |
|  | Canada                                                                                 | 3                                                                                      |                                                                                                   |                                                |                                                                   |                                                                   |   |  |                                                                        |                                                                        |  |  | Inter-zone Brisbane, Australie (gazon ext.) | Inter-zone Brisbane, Australie (gazon ext.) |
|  | Canada                                                                                 | 3                                                                                      | États-Unis                                                                                        | 5                                              |                                                                   |                                                                   |   |  |                                                                        |                                                                        |  |  |                                             |                                             |
|  | Quart de finale Europe (11 - 15 juin) Copenhague, Danemark (terre battue ext.)         |                                                                                        | États-Unis                                                                                        | 5                                              |                                                                   |                                                                   |   |  |                                                                        |                                                                        |  |  |                                             |                                             |
|  |                                                                                        | Suède                                                                                  | 0                                                                                                 |                                                |                                                                   |                                                                   |   |  |                                                                        |                                                                        |  |  |                                             |                                             |
|  | Danemark                                                                               | Suède                                                                                  | 0                                                                                                 | 4                                              |                                                                   |                                                                   |   |  |                                                                        |                                                                        |  |  |                                             |                                             |
|  | Danemark                                                                               |                                                                                        |                                                                                                   | 4                                              |                                                                   |                                                                   |   |  |                                                                        |                                                                        |  |  |                                             |                                             |
|  | Hongrie                                                                                | 1                                                                                      |                                                                                                   |                                                |                                                                   |                                                                   |   |  |                                                                        |                                                                        |  |  |                                             |                                             |
|  | Hongrie                                                                                | 1                                                                                      | Danemark                                                                                          | 1                                              |                                                                   |                                                                   |   |  |                                                                        |                                                                        |  |  |                                             |                                             |
|  | Quart de finale Europe (11 - 13 juin) Paris, France (terre battue ext.)                |                                                                                        | Danemark                                                                                          | 1                                              |                                                                   |                                                                   |   |  |                                                                        |                                                                        |  |  |                                             |                                             |
|  |                                                                                        | France                                                                                 | 4                                                                                                 |                                                |                                                                   |                                                                   |   |  |                                                                        |                                                                        |  |  |                                             |                                             |
|  | Inde                                                                                   | France                                                                                 | 4                                                                                                 | 1                                              |                                                                   |                                                                   |   |  |                                                                        |                                                                        |  |  |                                             |                                             |
|  | Inde                                                                                   | Demi-finale Europe Båstad, Suède (terre battue ext.)                                   |                                                                                                   | 1                                              |                                                                   |                                                                   |   |  |                                                                        |                                                                        |  |  |                                             |                                             |
|  | France                                                                                 | 4                                                                                      |                                                                                                   |                                                |                                                                   |                                                                   |   |  |                                                                        |                                                                        |  |  |                                             |                                             |
|  | France                                                                                 | 4                                                                                      | France                                                                                            | 0                                              |                                                                   |                                                                   |   |  |                                                                        |                                                                        |  |  |                                             |                                             |
|  | Quart de finale Europe (10 - 12 juin) Solna, Suède (terre battue ext.)                 |                                                                                        | France                                                                                            | 0                                              |                                                                   |                                                                   |   |  |                                                                        |                                                                        |  |  |                                             |                                             |
|  |                                                                                        | Suède                                                                                  | 5                                                                                                 |                                                |                                                                   |                                                                   |   |  |                                                                        |                                                                        |  |  |                                             |                                             |
|  | Italie                                                                                 | Suède                                                                                  | 5                                                                                                 | 0                                              |                                                                   |                                                                   |   |  |                                                                        |                                                                        |  |  |                                             |                                             |
|  | Italie                                                                                 |                                                                                        |                                                                                                   | 0                                              |                                                                   |                                                                   |   |  |                                                                        |                                                                        |  |  |                                             |                                             |
|  | Suède                                                                                  | 5                                                                                      |                                                                                                   | Challenge round 27 - 29 décembre               | Challenge round 27 - 29 décembre                                  |                                                                   |   |  |                                                                        |                                                                        |  |  |                                             |                                             |
|  | Suède                                                                                  | 5                                                                                      | Suède                                                                                             | Challenge round 27 - 29 décembre               | Challenge round 27 - 29 décembre                                  | 3                                                                 |   |  |                                                                        |                                                                        |  |  |                                             |                                             |
|  | Quart de finale Europe (10 - 12 juin) Scarborough, Grande-Bretagne (terre battue ext.) | Quart de finale Europe (10 - 12 juin) Scarborough, Grande-Bretagne (terre battue ext.) | Suède                                                                                             | Challenge round Sydney, Australie (gazon ext.) | Challenge round Sydney, Australie (gazon ext.)                    | 3                                                                 |   |  |                                                                        |                                                                        |  |  |                                             |                                             |
|  | Quart de finale Europe (10 - 12 juin) Scarborough, Grande-Bretagne (terre battue ext.) | Quart de finale Europe (10 - 12 juin) Scarborough, Grande-Bretagne (terre battue ext.) |                                                                                                   | Challenge round Sydney, Australie (gazon ext.) | Challenge round Sydney, Australie (gazon ext.)                    | Belgique                                                          | 2 |  |                                                                        |                                                                        |  |  |                                             |                                             |
|  | Belgique                                                                               | 3                                                                                      | Australie                                                                                         | 2                                              |                                                                   | Belgique                                                          | 2 |  |                                                                        |                                                                        |  |  |                                             |                                             |
|  | Belgique                                                                               | 3                                                                                      | Australie                                                                                         | 2                                              |                                                                   |                                                                   |   |  |                                                                        |                                                                        |  |  |                                             |                                             |
|  | Grande-Bretagne                                                                        | 2                                                                                      |                                                                                                   | États-Unis                                     | 3                                                                 |                                                                   |   |  |                                                                        |                                                                        |  |  |                                             |                                             |
|  | Grande-Bretagne                                                                        | 2                                                                                      |                                                                                                   | États-Unis                                     | 3                                                                 |                                                                   |   |  |                                                                        |                                                                        |  |  |                                             |                                             |

### Matchs détaillés

#### Huitièmes de finale
Les "huitièmes de finale mondiaux" correspondent aux quart de finales des zones continentales.

#### Quarts de finale
Les "quarts de finale mondiaux" correspondent aux demi-finales des zones continentales.

#### Finale du tout venant
| | États-Unis | 5                                | - | 0 | Suède |   |   |
| --- | ---------- | -------------------------------- | - | - | ----- | - | - |
| Milton Courts, Brisbane, Australie |            |                                  |   |   |       |   |   |
| du 16 au 18 décembre 1954 sur gazon (ext.) |            |                                  |   |   |       |   |   |
| \| 1 \| \| Tony Trabert \| 6 \| 6 \| 6 \| \| \| \| 1 \| \| Sven Davidson \| 4 \| 3 \| 4 \| \| \| \| 2 \| \| Vic Seixas \| 5 \| 6 \| 6 \| 5 \| 6 \| \| 2 \| \| Lennart Bergelin \| 7 \| 2 \| 4 \| 7 \| 2 \| \| 3 \| \| Vic Seixas - Tony Trabert \| 6 \| 6 \| 6 \| \| \| \| 3 \| \| Lennart Bergelin - Sven Davidson \| 3 \| 4 \| 3 \| \| \| \| \| \| \| \| \| \| \| \| \| 4 \| \| Tony Trabert \| 6 \| 6 \| 3 \| 6 \| \| \| 4 \| \| Lennart Bergelin \| 2 \| 2 \| 6 \| 2 \| \| \| \| \| \| \| \| \| \| \| \| 5 \| \| Ham Richardson \| 6 \| 6 \| 6 \| \| \| \| 5 \| \| Sven Davidson \| 0 \| 3 \| 3 \| \| \| \| \| \| \| \| \| \| \| \| |            |                                  |   |   |       |   |   |
| 1 |            | Tony Trabert                     | 6 | 6 | 6     |   |   |
| 1 |            | Sven Davidson                    | 4 | 3 | 4     |   |   |
| 2 |            | Vic Seixas                       | 5 | 6 | 6     | 5 | 6 |
| 2 |            | Lennart Bergelin                 | 7 | 2 | 4     | 7 | 2 |
| 3 |            | Vic Seixas - Tony Trabert        | 6 | 6 | 6     |   |   |
| 3 |            | Lennart Bergelin - Sven Davidson | 3 | 4 | 3     |   |   |
| |            |                                  |   |   |       |   |   |
| 4 |            | Tony Trabert                     | 6 | 6 | 3     | 6 |   |
| 4 |            | Lennart Bergelin                 | 2 | 2 | 6     | 2 |   |
| |            |                                  |   |   |       |   |   |
| 5 |            | Ham Richardson                   | 6 | 6 | 6     |   |   |
| 5 |            | Sven Davidson                    | 0 | 3 | 3     |   |   |
| |            |                                  |   |   |       |   |   |

### Challenge Round
La finale de la Coupe Davis 1954 se joue entre l'Australie et les États-Unis.
| | Australie | 2                         | - | 3 | États-Unis |    |  |
| --- | --------- | ------------------------- | - | - | ---------- | -- |  |
| Stade de White City, Sydney, Australie |           |                           |   |   |            |    |  |
| du 27 au 29 décembre 1954 sur gazon (ext.) |           |                           |   |   |            |    |  |
| \| 1 \| \| Lew Hoad \| 4 \| 6 \| 10 \| 3 \| \| \| 1 \| \| Tony Trabert \| 6 \| 2 \| 12 \| 6 \| \| \| 2 \| \| Ken Rosewall \| 6 \| 8 \| 4 \| 3 \| \| \| 2 \| \| Vic Seixas \| 8 \| 6 \| 6 \| 6 \| \| \| 3 \| \| Lew Hoad - Ken Rosewall \| 2 \| 6 \| 2 \| 8 \| \| \| 3 \| \| Vic Seixas - Tony Trabert \| 6 \| 4 \| 6 \| 10 \| \| \| \| \| \| \| \| \| \| \| \| 4 \| \| Ken Rosewall \| 9 \| 7 \| 6 \| \| \| \| 4 \| \| Tony Trabert \| 7 \| 5 \| 3 \| \| \| \| \| \| \| \| \| \| \| \| \| 5 \| \| Rex Hartwig \| 4 \| 6 \| 6 \| 6 \| \| \| 5 \| \| Vic Seixas \| 6 \| 3 \| 2 \| 3 \| \| \| \| \| \| \| \| \| \| \| |           |                           |   |   |            |    |  |
| 1 |           | Lew Hoad                  | 4 | 6 | 10         | 3  |  |
| 1 |           | Tony Trabert              | 6 | 2 | 12         | 6  |  |
| 2 |           | Ken Rosewall              | 6 | 8 | 4          | 3  |  |
| 2 |           | Vic Seixas                | 8 | 6 | 6          | 6  |  |
| 3 |           | Lew Hoad - Ken Rosewall   | 2 | 6 | 2          | 8  |  |
| 3 |           | Vic Seixas - Tony Trabert | 6 | 4 | 6          | 10 |  |
| |           |                           |   |   |            |    |  |
| 4 |           | Ken Rosewall              | 9 | 7 | 6          |    |  |
| 4 |           | Tony Trabert              | 7 | 5 | 3          |    |  |
| |           |                           |   |   |            |    |  |
| 5 |           | Rex Hartwig               | 4 | 6 | 6          | 6  |  |
| 5 |           | Vic Seixas                | 6 | 3 | 2          | 3  |  |
| |           |                           |   |   |            |    |  |